# 高知城前停留場
高知城前停留場（こうちじょうまえていりゅうじょう）は、高知県高知市本町にあるとさでん交通伊野線の路面電車停留場。

## 歴史
当停留場は1904年（明治37年）、警察前停留場（けいさつまえていりゅうじょう）の名で開業した。とさでん交通の前身である土佐電気鉄道の創業より存在する停留場である。停留場名はその後本町公園通停留場（ほんまちこうえんどおりていりゅうじょう）に改称されるが、1944年（昭和19年）にいったん営業を休止。1950年（昭和25年）に公園通停留場（こうえんどおりていりゅうじょう）の名で復活し、1978年（昭和53年）より高知城前停留場と称するようになった。高知城前と改称する前は隣の県庁前停留場で下車して高知城へ向かう観光客が多く、名称変更は観光客への案内のためだったとされる。

### 年表
- 1904年（明治37年）5月2日：土佐電気鉄道本町線の開通にあわせて警察前停留場として開設[4]。
- 時期不詳：本町公園通停留場に改称[1]。
- 1944年（昭和19年）4月1日：休止[4]。
- 1950年（昭和25年）8月5日：公園通停留場として停留場の復活が認可される[4]。
- 1978年（昭和53年）4月1日：高知城前停留場に改称[1]。
- 2010年（平成22年）8月：乗り場を交差点先に移設し、バリアフリー化。
- 2014年（平成26年）10月1日：土佐電気鉄道が高知県交通・土佐電ドリームサービスと経営統合し、とさでん交通が発足[5]。とさでん交通の停留場となる。

## 停留場構造
高知城前停留場は伊野線の併用軌道区間にあり、道路上にホームが設けられている。ホームは2面あり、東西方向に伸びる2本の線路を挟み込むように置かれている。ただし互いのホーム位置は東西方向にずれており、東にはりまや橋方面行きのホーム、西に伊野方面行きのホームがある。

## 停留場周辺
高知城は停留場の北、徒歩5分の距離にある。隣の大橋通停留場との間の軌道沿いには日本銀行高知支店や高知本町郵便局が立地する。
- 百十四銀行高知支店・伊野支店
- 高知県立文学館
- 高知県立公文書館
- 高知県立高知城歴史博物館
- NTT西日本高知支店
- ザクラウンパレス新阪急高知
  - 商工組合中央金庫高知支店
- 国道32号
- 「高知城前」バス停留所
- 高知放送

## 隣の停留場
とさでん交通
伊野線
大橋通停留場 - 高知城前停留場 - 県庁前停留場